# 薩哈巴
在伊斯蘭教裡，薩哈巴（阿拉伯語：الصحابة，「同伴」）是指伊斯蘭教先知穆罕默德的同伴們，中文裡又稱為「聖伴」。在阿拉伯語中，其單數陽性形式為「薩哈比」（ṣaḥābiyy），單數陰性形式則為「薩哈比亞」（ṣaḥābiyyah）。

## 同伴的定義
多數遜尼派穆斯林認為任何用心相信穆罕默德的人都被視為薩哈巴。較為顯著的穆罕默德同伴有五十至六十人，這些都是與穆罕默德有緊密聯繫的人。其他的同伴也與穆罕默德有所接觸，他們的名字和生平都被記錄在一些宗教文獻裡，如穆罕默德·伊本·賽爾德的《名詞經典大全》（Kitāb at-Tabāqat al-Kabīr）。
穆罕默德·本·艾哈邁德（Muhammed bin Ahmed）的著作裡提到：「男性或女性穆斯林即使只要瞥見穆罕默德，不管他或她是孩童還是成人，只要成為信仰者就是薩哈巴，而瞎眼的穆斯林則至少要跟穆罕默德交談過一次。如果一個非信仰者看到過穆罕默德，但在穆罕默德死後才成為信仰者，他就不算是薩哈巴。以穆斯林的身分見過穆罕默德，但在此後才皈依伊斯蘭教的也不是薩哈巴。成為薩哈巴後才皈依伊斯蘭教，然後在穆罕默德去世後才成為信仰者的人則是薩哈巴。」
辨別薩哈巴是非常重要的，因為後來的學者會接納薩哈巴的見證（聖訓或傳說）為穆罕默德的言行，這在古蘭經、伊斯蘭歷史及慣例上已有所顯現。薩哈巴的見證因此被流傳下去，成為伊斯蘭傳說的根基。

## 傳述鏈
聖訓在穆罕默德去世後的許多年後才被記錄下來，聖訓的傳述鏈通常都有多個紐帶。第一個紐帶固然是薩哈巴，他們與穆罕默德有直接的接觸，他們將這些聖訓傳給塔比爾，即是同伴的同伴。塔比爾與穆罕默德並無直接接觸，但與薩哈巴卻有直接的接觸。聖訓再傳給第三紐帶塔比爾塔比爾（Tabi‘ al-Tabi‘in）。
傳述鏈的第二及第三紐帶是穆斯林學者感興趣的研究對象，把他們當作傳記辭書，並測量他們的偏向及可信性。什葉派及遜尼派穆斯林所採用的韻律有所不同。

## 數量
一些穆斯林堅稱薩哈巴的數量超過二十萬人。穆罕默德在最後一次往麥加朝聖後所作出的說教，估計有12.4萬人在場。
哈菲茲·優素福·本·穆罕默德·本·古爾圖比的一本著作收錄了2770個男性薩哈巴及381個女性薩哈巴的傳記。著作裡的一篇文章認為，在穆罕默德去世時，有一批人皈依了伊斯蘭教。麥加被征服時約有一萬薩哈巴參與，到630年塔布克之戰時參戰的薩哈巴數量有七萬人。

## 觀點
穆罕默德逝世後，烏瑪（穆斯林社會）因領導地位的爭論而決裂。薩哈巴在這次爭議裡各自支持某一方或被迫支持某一方，後世學者在評估他們的見證時也會考慮他們的忠貞。什葉派及遜尼派是伊斯蘭兩大派系，他們對於評估薩哈巴見證價值的方法有很大的分別。

### 遜尼派的觀點
根據遜尼派的觀點，過去曾經與穆罕默德接觸過的穆斯林都應被視為薩哈巴，他們不會說謊及反對先知及他的教義。只要他們見過他、聽過他的說話或短暫地出現在他附近，他們就是薩哈巴。盲人即使無法看到穆罕默德，也可成為薩哈巴，未接受過教育的穆斯林也可。排斥伊斯蘭教及叛道者則不能成為薩哈巴。遜尼派穆斯林經常都會在薩哈巴的姓名後面加上「真主因他而高興」（阿拉伯語：رضي الله عنه、Raḍiyu Allāhu ‘anhu）。
聖訓裡關於薩哈巴的部分顯然而見：
|  | 阿卜杜拉·伊本·馬斯歐德轉述穆罕默德的話：「最出色的人們都是我的同輩，繼之就是緊隨著他們的人，再繼之就是緊隨著那些人的人。」 |

遜尼派穆斯林學者基於一系列的準則來將薩哈巴分為多個類別。以上的聖訓就顯示出薩哈巴、塔巴爾及塔巴爾塔巴爾。宗教學者伊瑪目·蘇尤蒂（Imam Al-Suyuti）則識別出薩哈巴的十一個等級。除非另有證明，所有的薩哈巴都是正當的，遜尼派不相信薩哈巴會說謊及虛構聖訓。

### 什葉派的觀點
什葉派不認為所有薩哈巴都是正當的。什葉派認為，在穆罕默德去世後，過半數的薩哈巴偏離了伊斯蘭，又遠離穆罕默德家族，沒有選舉哈里發。只有少數早期的穆斯林堅持於支持阿里，什葉派認為阿里是穆罕默德的正統繼承人。什葉派學者強烈反對聖訓經由不正當的薩哈巴傳述，他們更為信賴那些與穆罕默德有緊密聯繫及支持阿里的薩哈巴的聖訓。